# Krimfahrt ohne Sascha
Krimfahrt ohne Sascha (Originaltitel: russisch Тебе посвящается..., Tebe poswjaschtschajetsja...) ist ein Kinderbuch des sowjetischen Autors Max Solomonowitsch Bremener (1926–1983) aus dem Jahr 1965. Es erschien erstmals 1971 in einer deutschsprachigen Fassung.

## Aufbau und Kontext
Die deutschsprachige Ausgabe beinhaltet fünf Geschichten, die überwiegend im Moskau der Stalin-Ära spielen. Die Ich-Erzähler der ersten vier Teile sind jeweils Schuljungen, lediglich Dir gewidmet wird aus Sicht eines auktorialen Erzählers vorgetragen. Erwähnung finden u. a. Maxim Litwinow, der Bau der Moskauer Metro, das Verbot der Kommunistischen Partei Lettlands und der Ausbruch des Deutsch-Sowjetischen Krieges.
Die Eröffnungsgeschichte der Originalausgabe, Пepeдaчa вeдeтcя из клacca (Peredatscha wedetsja is klassa), sowie das Vorwort von Juri Wjatscheslawowitsch Sotnik sind in der deutschsprachigen Version nicht enthalten.

## Inhalt der deutschsprachigen Ausgabe

### Der Stiefvater
- Originaltitel: Отчим (Ottschim)

Die Eltern des Erzählers trennen sich und die Mutter geht eine Beziehung mit einem Parteifunktionär ein. Der Junge bleibt bei seinem Vater und den Großeltern wohnen, einem geplanten Treffen mit dem Stiefvater sieht er kritisch entgegen. Einzig die Tatsache, dass dieser über einen GAS als Dienstfahrzeug verfügt, weckt sein Interesse. Beim Kennenlernen ist der Junge beeindruckt, versucht aber weiterhin Distanz zu wahren. Nach einem gemeinsamen Ausflug berichtet er zu Hause aber überschwänglich vom Lebensgefährten seiner Mutter. Abends bemerkt der Erzähler jedoch zufällig, wie enttäuscht sein Vater über die Situation ist.

### April! April!
- Originaltitel: Чyp, не игра! (Tschur, ne igra)

Der Viertklässler Jura, genannt „Jurik“, zieht mit seiner alleinerziehenden Mutter in einen Häuserblock. Der Junge erfreut sich aufgrund seiner außerordentlich höflichen Art schnell der Beliebtheit der Erwachsenen, die Nachbarskinder halten anfangs aber Abstand zu ihm, da ihnen sein spießiges Auftreten missfällt. Erst das gemeinsame Interesse für ein Mädchen bringt die Jungen zusammen. Am Ende der Geschichte berichtet Jurik dem Erzähler, dass dessen Mutter, die von seinem Vater getrennt in Zentralasien lebt, zu Besuch erschienen ist. Der Erzähler ist sehr erfreut, bis er realisiert, dass sich Jurik einen Aprilscherz geleistet hat. Trotz seiner Enttäuschung muss er sich eingestehen, dass Jurik wieder korrekt gehandelt hat, da Scherze am 1. April Tradition haben.

### Krimfahrt ohne Sascha
- Originaltitel: Дocтойнейший (Dostoineischi)

Der Sechstklässler Michail nimmt während der Mathematikprüfung unerlaubt fremde Hilfe in Anspruch und erhält dadurch eine gute Note. Diese berechtigt ihn zur Teilnahme an einer Ferienexkursion auf die Krim, die von der Arbeitsgemeinschaft Junger Historiker ausgerichtet wird. Ihn plagen jedoch Gewissensbisse, da aufgrund der begrenzten Teilnehmerzahl sein Mitschüler Sascha nicht mitfahren kann, dessen Prüfungsergebnis unter dem von Michail lag. Außerdem empfindet er während der Reise kaum Interesse an den historischen Ruinen auf der Halbinsel, was sein schlechtes Gewissen verstärkt, da er Sascha als sehr geschichtsinteressiert kennt. Während der Fahrt verliebt sich Michail in die Siebtklässlerin Olja und gesteht ihr seinen Betrug. Auf ihr Zureden hin eröffnet er sein Geheimnis auch dem Kursleiter Prokofij Semjonowitsch, der daraufhin verspricht, Sascha im nächsten Jahr als Teilnehmer zu berücksichtigen. Nach der Rückkehr äußert selbiger jedoch zur Überraschung Michails, dass er ebenfalls kaum an den historischen Stätten, sondern vielmehr am Wandern interessiert gewesen wäre. Im darauffolgenden Sommer erhält Sascha tatsächlich die Erlaubnis zur Teilnahme an der nächsten Exkursion, die aber infolge des Krieges entfällt. Im Herbst 1941 kommt er während der Bombardierung Moskaus ums Leben.

### Freier Aufsatz
- Сочинение на вольную тему (Sotschinenije na wolnuju temu)

Der Zehntklässler Wolodja freundet sich mit dem gleichaltrigen Komsomolsekretär Roma Anferow an, den er aufgrund seiner Durchsetzungsfähigkeit sehr bewundert, der aber auch dafür bekannt ist, dass seine Freundschaften nicht lange halten. Roma, der Psychologie studieren möchte, beobachtet und analysiert seinen Begleiter ständig, was diesen sehr irritiert. Obwohl er Wolodja ein Treffen mit der von ihm bewunderten Schauspielerin Sina Komarowa ermöglicht, distanziert dieser sich von Roma und schließt Freundschaft mit seinem Mitschüler Afanassij. Diese zerbricht aber schnell, da selbiger gegenüber seiner Umgebung viele Geheimnisse hegt und Wolodja in Anwesenheit Anderer stets zu bestimmten Themen schweigen soll. Nach einem zufälligen Treffen mit Romas Mutter bringt Wolodja Verständnis für den Komsomolsekretär auf und kann letztlich auch ein klärendes Gespräch mit ihm führen.

### Dir gewidmet
- Originaltitel: Тебе посвящается... (Tebe poswjaschtschajetsja...)

Aus unerfüllter Liebe zu seiner Mitschülerin Inna verfasst Viktor Gromada ein romantisches Gedicht, dass er auch bei einem Lyrikwettbewerb in der Schule zum Vortrag bringt. Während viele Zuhörer Gefallen daran finden, wird das Werk aber aufgrund überschwänglicher Formulierungen von dem Neuntklässler Michail Matwejew lautstark abgelehnt. Auch die Schulleitung bestellt Viktors Mutter ein, um ihren Unmut über die Verse zum Ausdruck zu bringen. Viktor möchte das Dichten daraufhin aufgeben, bemerkt aber, dass seine Freunde das Werk an eine Zeitung geschickt haben, die es abdruckte. Als er Inna an einem öffentlichen Aushang das Journal lesen sieht, flüstert er ihr „dir gewidmet“ zu, sie überhört es jedoch, da sie in einen anderen Artikel vertieft ist. Viktor ist jedoch nicht enttäuscht, sondern vielmehr glücklich über den Dienst seiner Freunde.

## Veröffentlichungen
Das Buch erschien erstmals 1965 in der Sowjetunion im Verlag Детская Литература (Detskaja Literatura), 1971 folgte beim Kinderbuchverlag Berlin die erste deutschsprachige Auflage. An selbiger wirkten Marianne Schilow als Übersetzerin und Erika Klein als Illustratorin mit. 1972 und 1976 gab besagter Verlag weitere Fassungen für die DDR heraus.